# Cambridge Mafia
Cambridge Mafia fu un termine spregiativo con cui ci si riferiva agli uomini politici più anziani del partito conservatore del Regno Unito in seggio nel periodo andante tra gli anni '80 e gli anni '90 del XX secolo, ispirandosi al fatto che molti di loro frequentarono l'Università di Cambridge, nella quale una buona parte di essi furono eletti presidenti della società conservatrice dell'Università di Cambridge o della Cambridge Union Society. Al di fuori di Leon Brittan, nessuna delle persone incluse nella lista della Cambridge Mafia si distinse particolarmente a livello accademico nell'università.

## Descrizione
La maggior parte di essi proveniva da una realtà sociale abbastanza modesta, basti pensare che Fowler, Howard e Clarke frequentarono un liceo anziché scuole a pagamento. Nelle sue memorie, Norman Fowler, ricordò come durante il periodo di leva nel Servizio Nazionale, nonostante ricoprì il grado di Ufficiale, rimase in un reggimento di contea ordinario (Essex), anziché approdare in corpi più ambiti come cavallereschi e guardie come invece accadeva per i giovani di estrazione sociale benestante. È da ricordare che al tempo dell'abolizione del National Service (1960), molti membri della Cambridge Mafia furono esentati dalla prestazione.
Nella lista dei membri:
- Norman Fowler — Segretario alla Salute e presidente del partito
- Michael Howard — Segretario all'Ambiente, Ministro dell'Interno e capopartito dei conservatori
- John Gummer — Segretario all'Ambiente
- Kenneth Clarke — Segretario alla Salute, all'Istruzione e all'Interno, cancelliere e tre volte candidato alla guida del partito
- Leon Brittan — Segretario all'Interno, al commercio e all'industria, commissario europeo
- Norman Lamont — Cancelliere.

Il gruppo, comunque, non fu particolarmente coeso per tutto il periodo di questa "era": Brittan e Fowler, leggermente più anziani del resto del gruppo, ricoprirono la carica di Ministri del Gabinetto negli anni '80, tempo prima degli altri. Howard entrò a far parte del Parlamento nel 1983, molto più tardi rispetto ai suoi contemporanei, dopo aver avuto una carriera di successo come avvocato. Howard fu l'unico membro del gruppo che ricoprì la carica di capopartito, nessuno ottenne il ruolo di Primo Ministro.